# 马尔卢瓦
马尔卢瓦（法語：Marloie，法語發音：[maʁlwa]）是比利时瓦隆大区盧森堡省马尔什昂法梅讷的一个村庄。